# 威化島回軍
威化島回軍是高麗王朝末期發生的一場軍事叛亂，其發生時間為1388年（高麗禑王十四年）。高麗王朝派遣李成桂征討明朝控制下的遼東，但李成桂在鴨綠江的威化島發動叛變，回軍攻陷都城開京，廢黜禑王，另立昌王。在兵變之後，李成桂獨攬高麗王朝大權，為後來建立朝鮮王朝奠定了基礎。

## 事件的經過
1368年，朱元璋推翻元朝，建立明朝。1388年，明朝擊敗控制遼東地區的蒙軍，並且試圖佔領元朝雙城總管府屬下的鐵嶺衛（今朝鮮民主主義人民共和國的咸鏡南道與江原道交界處），咨文高麗通報此事。但該地區原為高麗所轄，遂引起了高麗的不滿。當時執政的大臣是親元派的八道都統使崔瑩，對明朝持強硬態度。高麗禑王遂聽從崔瑩的意見，任命曹敏修為左都統使、李成桂為右都統使，征討遼東。
高麗王朝的遼東征伐軍，於同年4月18日從西京出發，5月7日到達鴨綠江的威化島。由於正處於梅雨時節，當晚鴨綠江江水氾濫，難以涉水。士兵不願遠征，多有逃亡者。李成桂與曹敏修商議，認為此時發兵征討遼東有「四不可」，上表朝廷，請求允許撤軍回國：
- 以小逆大。
- 夏月發兵。
- 舉國遠征，倭乘其虛。
- 時方暑雨，弓弩膠解，大軍疾疫。

但崔瑩卻以禑王的命令，要求大軍速速進軍。李成桂等人三番五次要求撤軍，但皆被崔瑩拒絕。因此在5月22日，李成桂決定回軍西京，實行兵諫。
李成桂的突然回軍使禑王和崔瑩驚慌失措，從西京逃回都城松都（開京），據城自守。6月1日，李成桂軍到達開京近郊，次日起攻打開京。最後開京陷落，崔瑩被捕，流放高峰縣。禑王亦被廢黜，流放江華島。

## 結果
威化島回軍後，李成桂獨攬高麗朝政大權。在曹敏修的建議下，廢黜禑王，另立昌王。隨後李成桂同明朝談判邊境之事，明朝將鐵嶺衛改置於遼東的奉集堡（今遼寧瀋陽東南奉集堡）。翌年李成桂又廢黜昌王，另立恭讓王。1392年，李成桂廢黜恭讓王自立，建立朝鮮王朝。